# Monasa
Monasa es un género de aves Piciformes, perteneciente a la familia Bucconidae, el género está compuesto por cuatro especies.

## Especies
- Monasa atra (Boddaert, 1783)[2]
- Monasa flavirostris (Strickland , 1850)[3]
- Monasa morphoeus (Hahn y Kuster, 1823)[4]
- Monasa nigrifrons (Spix 1824)[5]